# VT180
De VT180 (codenaam: Robin) is een personal computer die van 1982 tot 1983 geproduceerd werd door Digital Equipment Corporation (DEC).

## Geschiedenis
De VT180 werd begin 1982 geïntroduceerd en was het instapmodel van de DEC-microcomputers. "VT180" is de officieuze naam voor de combinatie van de VT100-computerterminal en de VT18X-optie.
De VT18X bevat een 2 MHz Zilog Z80-microprocessor en 64K RAM op twee printplaten die in de terminal passen en twee 5¼ inch diskettestations in een externe behuizing, met de mogelijkheid voor nog een tweede externe behuizing met eveneens twee diskettestations. De VT180 beschikte over drie seriële poorten en kon behalve als personal computer dus ook als gewone computerterminal gebruikt worden.
Het besturingssysteem van de VT180 was CP/M, wat de computer in de mogelijkheid stelde om populaire applicaties zoals WordStar, SuperCalc en dBASE II te gebruiken.
Toen Digital in 1983 een einde maakte aan de VT100-terminalfamilie, stopte het ook met de VT180. Er werd geen directe vervanging aangeboden. De Rainbow 100, een andere personal computer van DEC, bevatte naast een Intel 8088-processor ook een Z80-processor en bood als dusdanig een superset van de mogelijkheden van de VT180.